# Faucheopsis
Faucheopsis, rod crvenih algi iz porodice Faucheaceae, dio reda Rhodymeniales. Opisan je 1931. i taksonomski je priznat. 
Postoje dvije priznate vrste, tipična je morska alga F. coronata uz obalu australske države Victoria; tipski lokalitet je Port Phillip Heads

## Vrste
1. Faucheopsis coronata (Harvey) Kylin - tip
2. Faucheopsis tasmanica (J.Ag.) May